# 1907 no Brasil
Esta é uma cronologia dos fatos acontecimentos de ano 1907 no Brasil.

## Incumbentes
- Presidente do Brasil - Afonso Pena (15 de novembro de 1906 - 14 de junho de 1909)
- Presidente da Câmara dos Deputados – Francisco de Paula Oliveira Guimarães (1903–1° de fevereiro de 1907) e Carlos Peixoto de Melo Filho (1° de fevereiro de 1907–1909)
- Presidente do Senado Federal – Nilo Peçanha (1906–1909)
- Presidente do Supremo Tribunal Federal – Piza e Almeida (1906–1908)

## Eventos
- 6 de março: A primeira viagem de automóvel entre São Paulo e o Rio de Janeiro é completado pelo Conde Lasdain após 26 dias.
- 19 de março: A Casa de Detenção de Manaus é inaugurada.
- 4 de maio: Uma greve geral de 43 dias ganha um dia de 8 horas de trabalho em diversos setores de São Paulo.
- 15 de junho a 18 de outubro: A Segunda Conferência de Paz com a presença de 48 países inclusive o representante brasileiro Rui Barbosa de Oliveira, é realizada na Haia, Países Baixos.
- Agosto: Inicia a construção da Estrada de Ferro Madeira-Mamoré na Amazônia.[1]

## Nascimentos
- 6 de janeiro: Marques Rebelo, escritor e jornalista (m. 1973).
- 17 de janeiro: Oscarino Costa Silva, futebolista (m. 1990).
- 15 de dezembro: Oscar Niemeyer, Arquiteto. (m. 2012).